# Ed Force One
L'Ed Force One è stato un aereo da trasporto combinato utilizzato dal gruppo musicale heavy metal britannico Iron Maiden. L'aeromobile ha fatto il suo debutto nel 2008 durante il Somewhere Back in Time World Tour. L'utilizzo del velivolo ha permesso al gruppo di poter spostarsi più agevolmente durante la tournée trasportando, oltre che gli Iron Maiden stessi e il loro entourage, anche tutta l'attrezzatura necessaria durante i concerti. Il velivolo ora non è più parte della flotta dato che il loro tour è ora terminato, l’aeromobile Boeing 747-428 TF-AAK appartiene ora a Saudia.

## Storia
Nel corso del 2007 fu indetto un concorso online, riservato agli iscritti al fan club, in cui si chiedeva di scegliere il nome da affidare al nuovo aereo del gruppo e a grande maggioranza fu scelto Ed Force One. Il velivolo venne fornito da Astraeus Airlines, compagnia di cui Bruce Dickinson faceva parte, l'aereo venne quindi modificato per adibirlo al trasporto combi ed ebbe il suo battesimo dell'aria alla fine di gennaio 2008 quando Dickinson lo pilotò fino a Mumbai in India per il primo concerto del Somewhere Back in Time World Tour, l'aereo è stato utilizzato anche durante il The Final Frontier World Tour nel 2011. L'Ed Force One ha utilizzato fino al 2011 l'identificativo G-STRX e il numero di volo AEU666.
Nel 2015 è stato presentato il nuovo concept dell'Ed Force One, fornito da Air Atlanta Icelandic e basato su un Boeing 747-400 sempre in configurazione combi. La nuova versione è stata utilizzata per il The Book of Souls World Tour. Il 12 marzo 2016 l'Ed Force One è stato coinvolto in un incidente a terra presso l'Aeroporto Internazionale Comodoro Arturo Merino Benítez di Santiago del Cile che ne ha causato il danneggiamento dei motori 1 e 2 e di parte del rivestimento dell'ala sinistra. L'incidente è stato causato dallo sgancio imprevisto del velivolo dal rimorchiatore, una volta liberato il carrello anteriore dal rimorchiatore l'aereo è stato libero di muoversi ed è andato a scontrarsi con il rimorchiatore stesso causando il danneggiamento dei motori e il ferimento di due operatori. L'aeromobile è stato riparato ed è ritornato a volare il 21 marzo

## Modelli

### 757-200
La prima versione dell'Ed Force One, utilizzata nel 2008-2009 e nel 2011 è stato un Boeing 757-200. L'aeromobile era fornito da Astraeus Airlines. Di seguito i dati del velivolo:
- Apertura alare: 38,1 m
- Lunghezza: 47,3 m
- Altezza: 13,5 m
- Peso a vuoto: 57840 kg
- Peso massimo al decollo: 115680 kg
- Massima velocità: 0.80 mach
- Autonomia: 7222 km
- Tangenza: 42000 piedi
- Identificativo 2008-2009: G-OJIB
- Identificativo 2011: G-STRX

### 747-400
Per il The Book of Souls World Tour 2016 della band Air Atlanta Icelandic ha fornito agli Iron Maiden un Boeing 747-400, un quadrimotore decisamente più grande del precedente Ed Force One, le dimensioni del nuovo Jumbo Jet hanno permesso alla band non solo di poter trasportare più materiale e di avere un maggior comfort sia per la band che per l'entourage ma anche di avere una maggiore autonomia che ha permesso di collegare le varie location dove la band ha suonato senza dover effettuare scali. Sul portello di chiusura del carrello d'atterraggio anteriore sono stati riportati i nomi di tutti gli iscritti all'Iron Maiden Fan Club.
- Apertura alare: 64,4 m
- Lunghezza: 70,7 m
- Altezza: 19,4 m
- Peso a vuoto: 178800 kg
- Peso massimo al decollo: 396890 kg
- Massima velocità: 0.85 mach
- Autonomia: 13450 km
- Tangenza: 45000 piedi
- Identificativo: TF-AAK

## Flight 666
Il 21 aprile 2009 è stato distribuito nelle sale cinematografiche Flight 666, il film-documentario ripercorre le varie tappe del Somewhere Back in Time World Tour 2008 soffermandosi in particolar modo sui momenti di relax della band e sulla vita a bordo dell'Ed Force One, le varie scene sono spezzate dalle registrazioni dei concerti tenuti dagli Iron Maiden durante il tour. Il 22 maggio 2009 è stato messo in commercio l'home video in versione DVD e Blu-ray Disc e la colonna sonora Flight 666: The Original Soundtrack.